# رو ماكلانان
رو ماكلانان (بالإنجليزية: Rue McClanahan)‏ (و. 1934 – 2010 م) هي ممثلة تلفزيونية، وممثلة أفلام، وكاتبة سير ذاتية، وكاتِبة، وممثلة مسرحية أمريكية، ولدت في هيلدتون، كانت عضوةً في الحزب الديمقراطي الأمريكي، توفيت في نيويورك، عن عمر يناهز 76 عاماً، بسبب نزف مخي.

## التعليم
تعلمت في جامعة تلسا.

## جوائز
حصلت على جوائز منها:
- دزني ليجندز (اساطير دزني) (2009).[5]

## وصلات خارجية
- رو ماكلانان على موقع IMDb (الإنجليزية)
- رو ماكلانان على موقع الموسوعة البريطانية (الإنجليزية)
- رو ماكلانان على موقع ألو سيني (الفرنسية)
- رو ماكلانان على موقع ميوزك برينز (الإنجليزية)
- رو ماكلانان على موقع أول موفي (الإنجليزية)
- رو ماكلانان على موقع قاعدة بيانات برودواي على الإنترنت (الإنجليزية)
- رو ماكلانان على موقع قاعدة بيانات برودواي على الإنترنت (الإنجليزية)
- رو ماكلانان على موقع قاعدة بيانات الأفلام السويدية (السويدية)
- رو ماكلانان على موقع إن إن دي بي (الإنجليزية)
- رو ماكلانان على موقع قاعدة بيانات الفيلم (الإنجليزية)